# Vleteren
Vleteren è un comune belga di 3 668 abitanti, situato nella provincia fiamminga delle Fiandre Occidentali. Nella frazione Oostvleteren ha sede il birrificio De Struise Brouwers.